# 後藤晃
後藤 晃（ごとう あきら、1945年9月7日 - ）は、大分県生まれの日本の経済学者。専門は産業組織論。東京大学名誉教授。公正取引協会会長。

## 略歴

### 学歴
- 1964年 - 福岡県立修猷館高等学校卒業。
- 1968年 - 一橋大学経済学部卒業:馬場啓之助ゼミ。
- 1973年 - 同大学院経済学研究科博士課程単位取得退学。藤野正三郎の指導を受けた[1]。
- 1993年 - 一橋大学より博士（経済学）の学位を取得。博士論文は『日本の技術革新と産業組織』。

### 職歴
- 1973年4月 - 成蹊大学経済学部講師に就任。のちに同助教授。
- 1982年4月 - 成蹊大学経済学部教授
- 1989年 - 一橋大学経済学部教授。
- 1995年3月 - 科学技術庁科学技術政策研究所総括主任研究官併任。
- 1997年4月 - 一橋大学イノベーション研究センター教授。
- 2001年11月 - 東京大学先端経済工学研究センター教授（〜2007年2月17日）。
- 2003年4月 - 同センター長[2]。
- 2003年7月 - 東京大学大学院工学系研究科機械工学専攻教授併任。
- 2004年 - 政策研究大学院大学客員教授。
- 2007年2月 - 公正取引委員会委員（〜2012年2月）。
- 2007年6月 - 東京大学名誉教授。
- 2007年 - 東京大学先端科学技術研究センターボードメンバー。
- 2012年2月 - 政策研究大学院大学政策研究科教授[2]。
- 2014年5月 - 株式会社髙島屋取締役[3]。
- 2016年5月 - 特許庁知的財産経済アドバイザー[4]
- 2023年7月 - 公正取引協会会長[5]。

この間本田財団理事・評議員、独立行政法人経済産業研究所ファカルティフェローも務める。

## 受賞
- 2005年 産業財産権制度関係功労者表彰・経済産業大臣表彰[2]
- 2007年 科学技術賞・文部科学大臣表彰[2]

## 著書
- 新・日本経済論（共著） 1989年6月、東洋経済新報社
- 日本の技術革新と産業組織 1993年6月、東京大学出版会
- 日本の企業進化 - 革新と競争のダイナミック・プロセス（共著） 1998年7月、東洋経済新報社
- イノベーションと日本経済 2000年8月18日、岩波書店（岩波新書）